# Wappen der Grafen von Veringen
Die Wappen von Veringen, Nellenburg und Württemberg zeigen jeweils drei übereinander liegende Hirschstangen in goldenem Schild und unterscheiden sich nur in den Farben der Hirschstangen. Sie zeugen von deren verwandtschaftlichen Verhältnissen.

## Wappen von Veringen, Württemberg, Nellenburg und Grüningen-Landau
Wappen aus der Zürcher Wappenrolle von ca. 1340

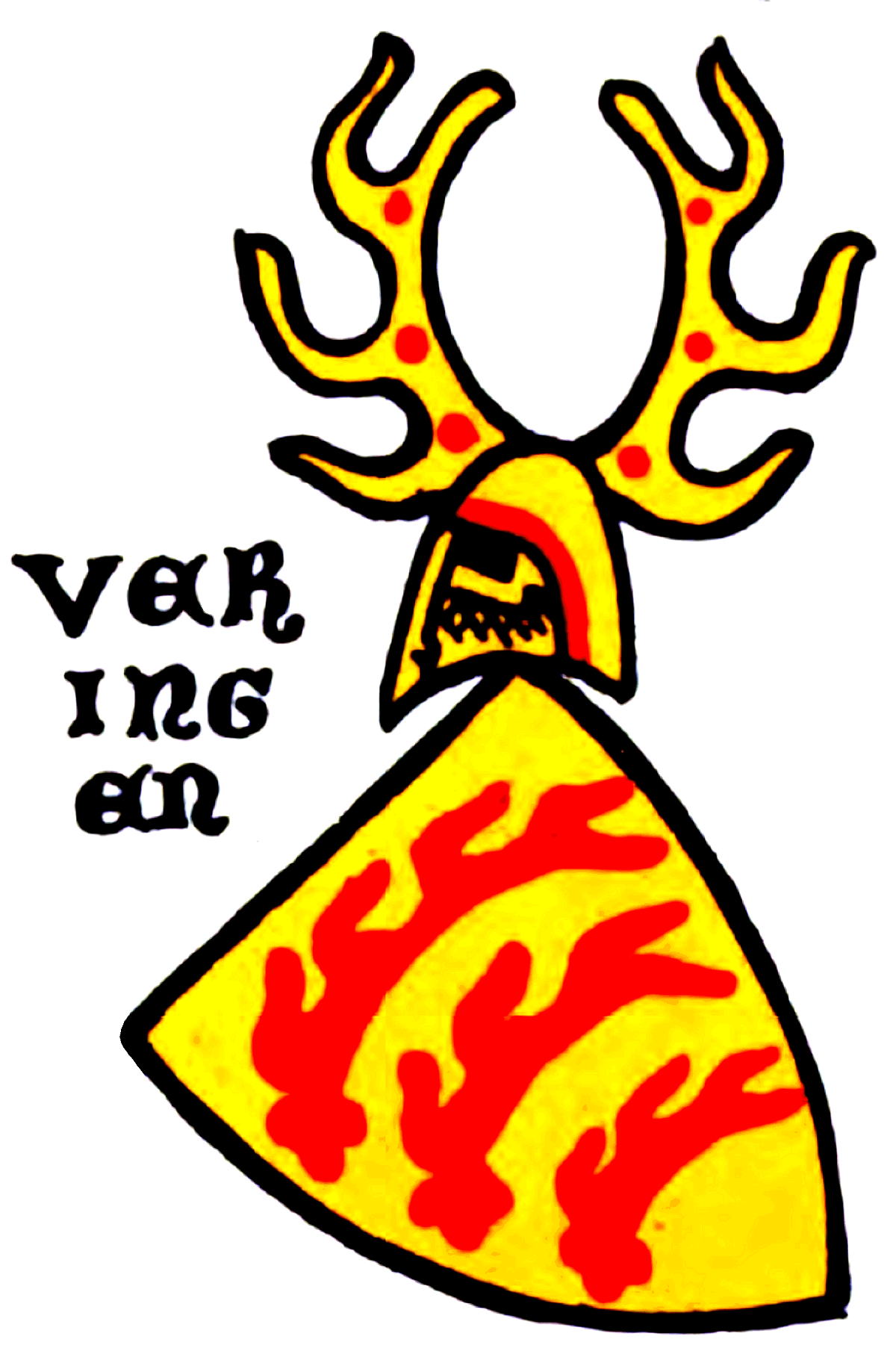
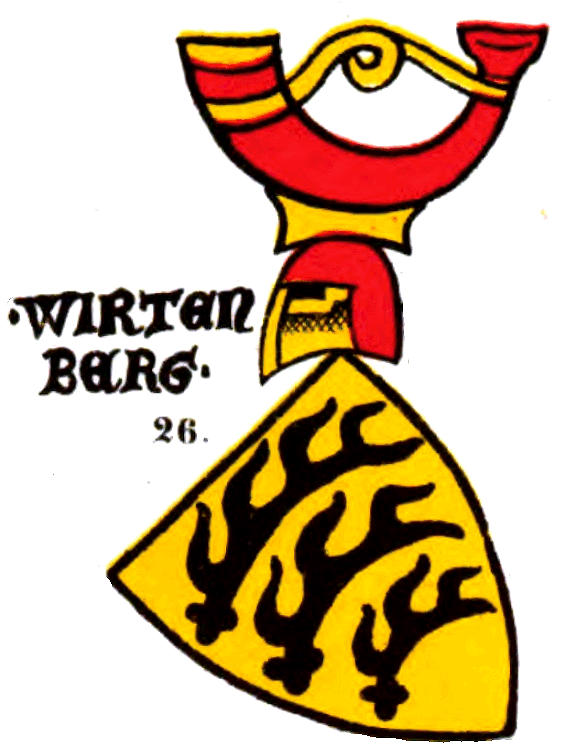
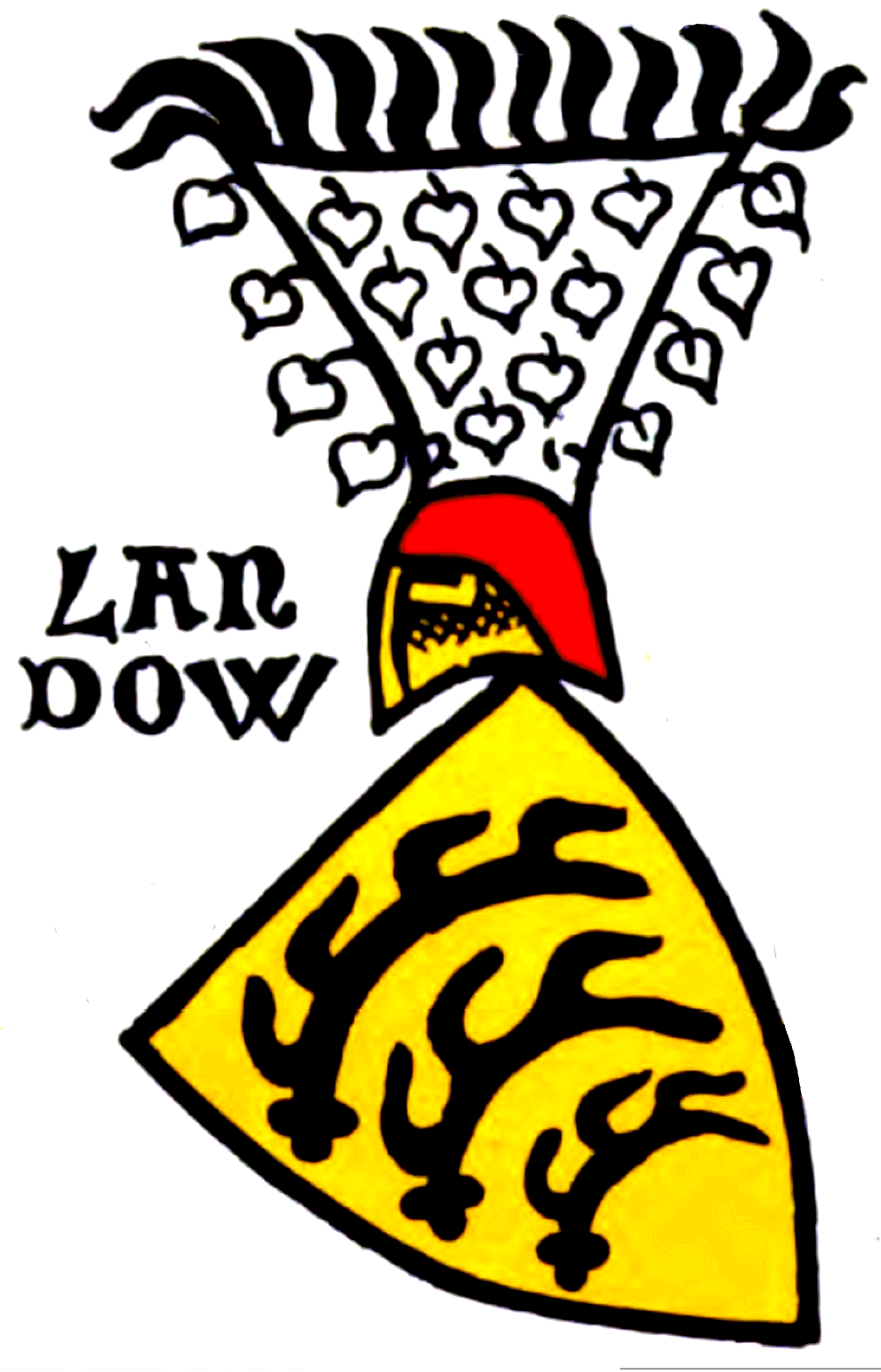
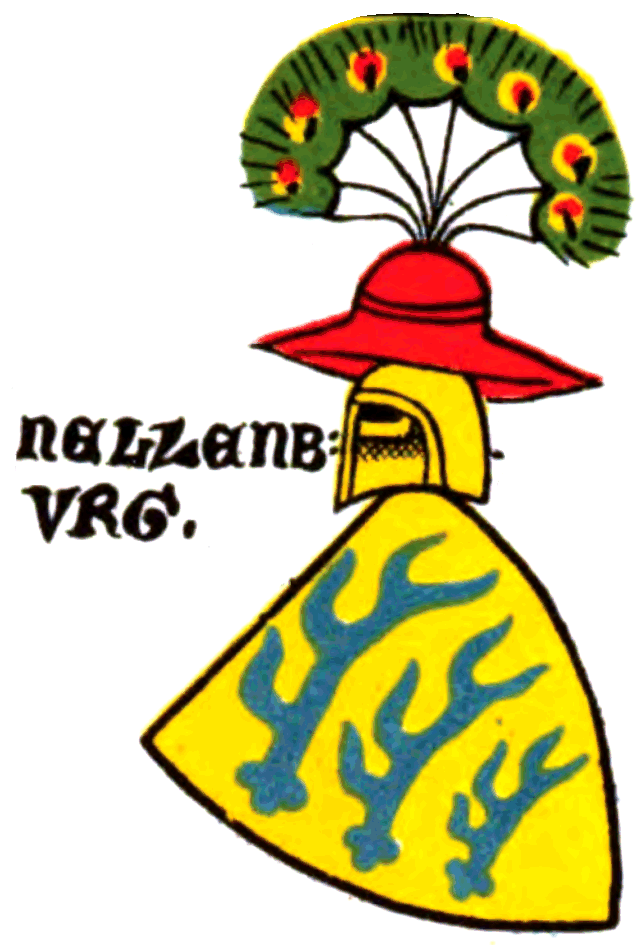

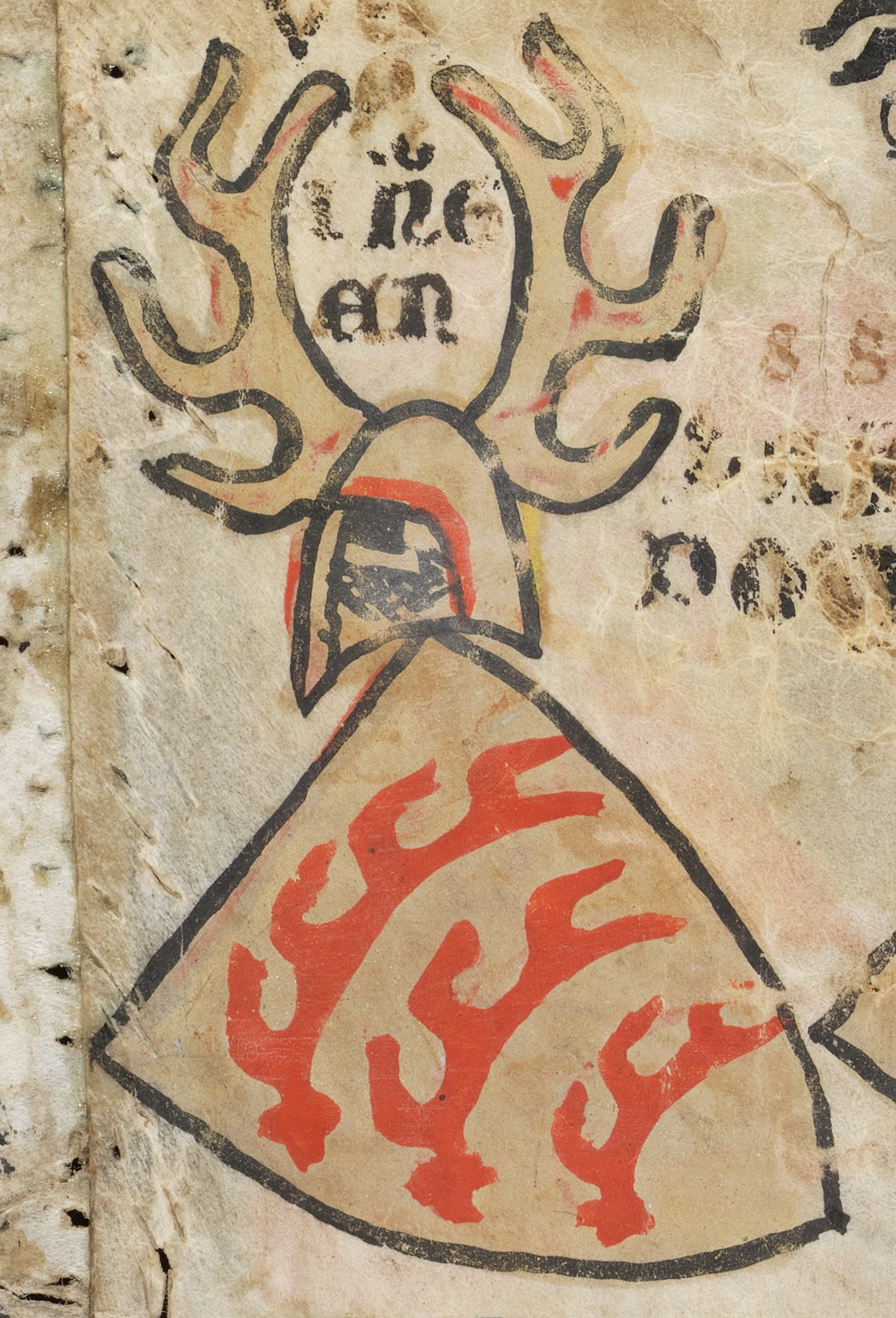
Wappen der Grafen von Veringen
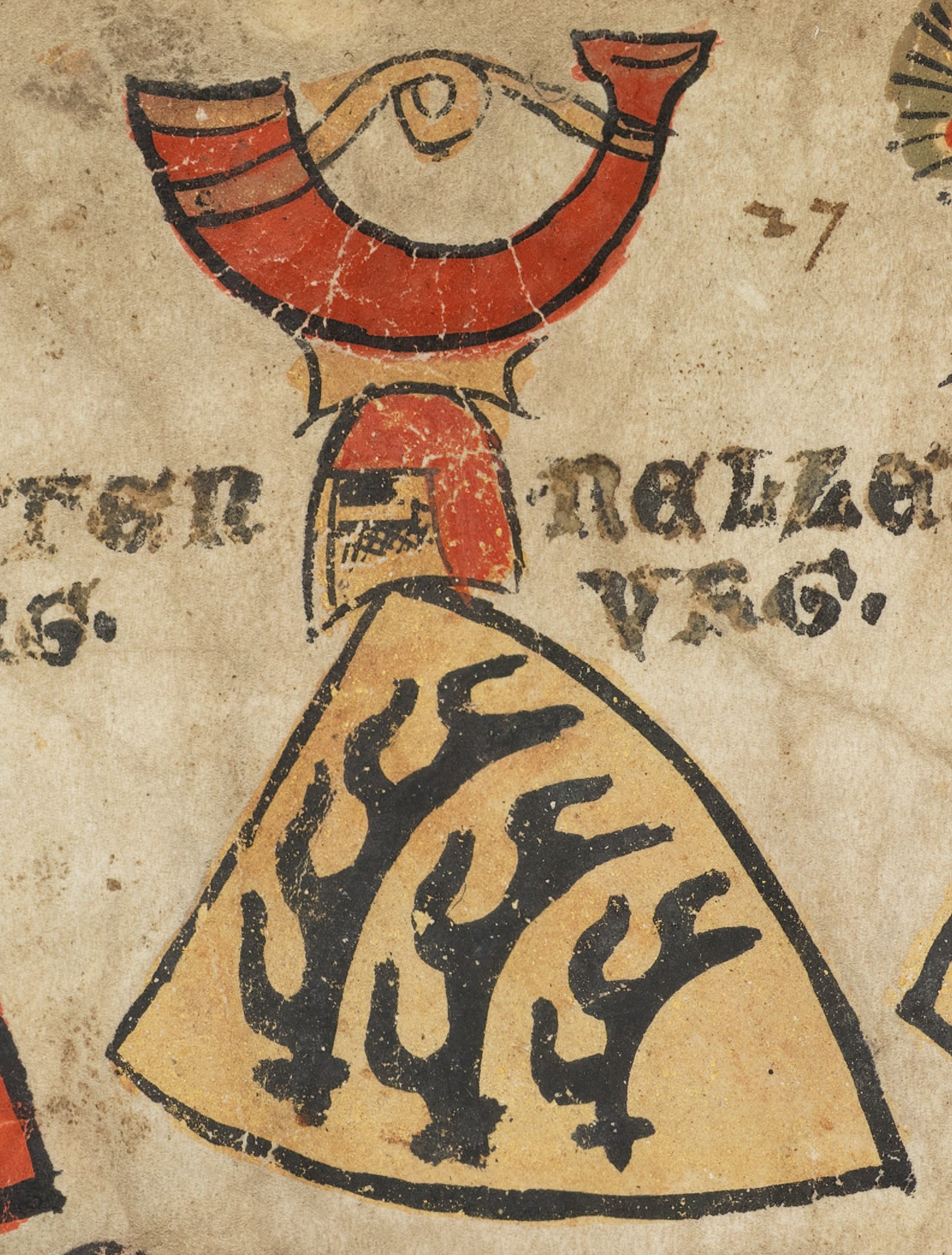
Wappen der Grafen von Württemberg
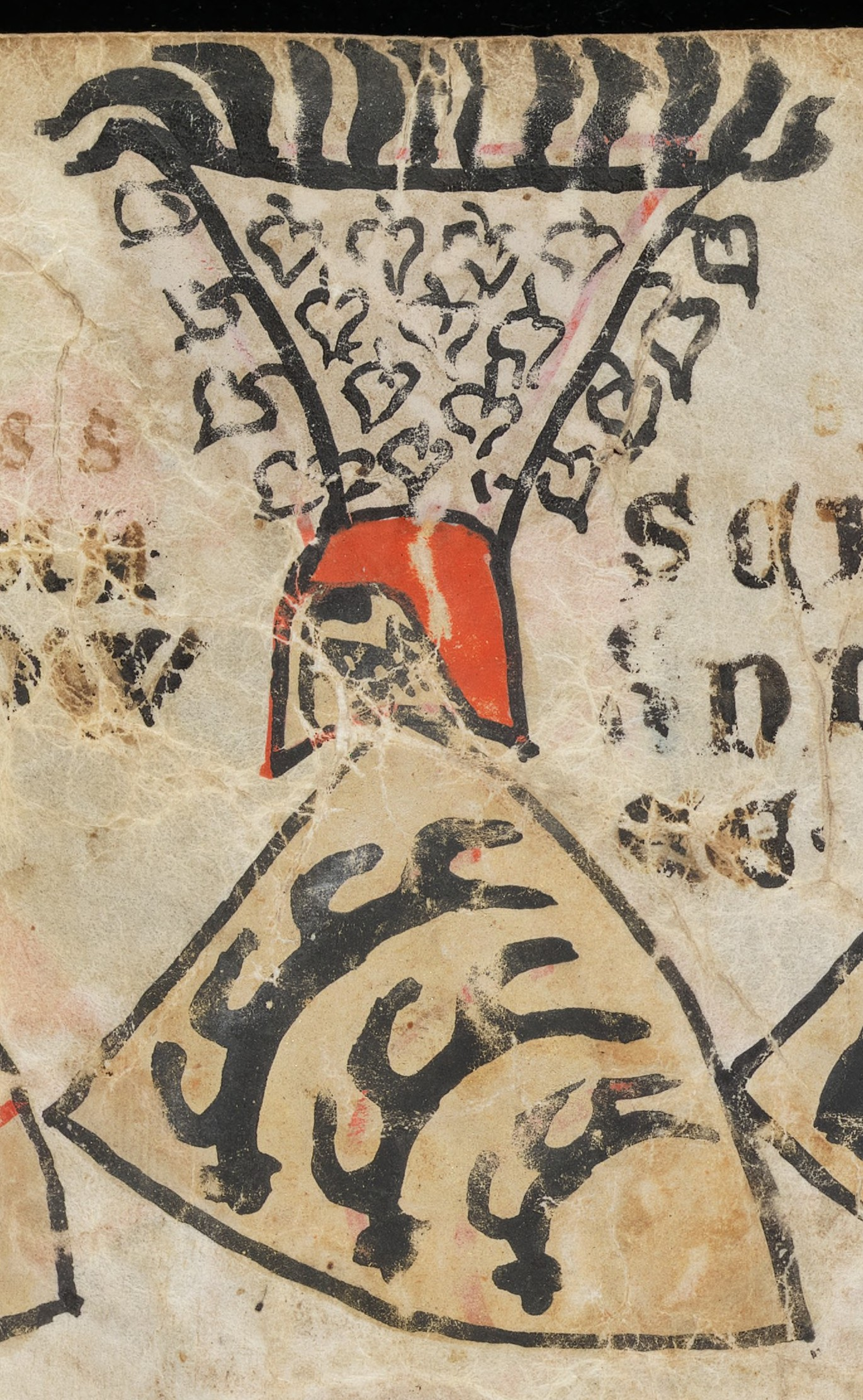
Wappen der Grafen von Grüningen-Landau
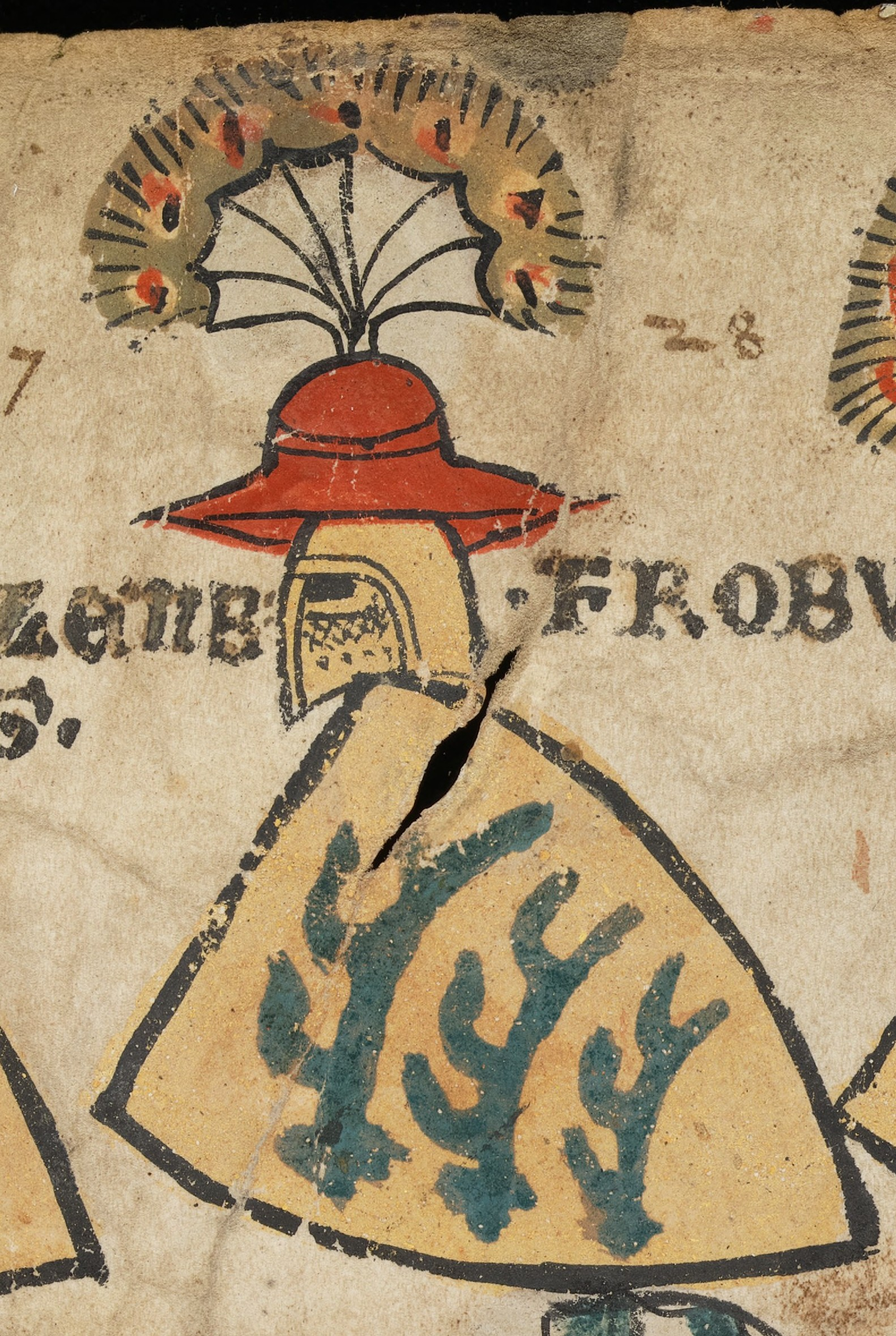
Wappen der Grafen von Nellenburg

Das Wappen der Grafen von Veringen, das seit 1216 nachweisbar ist, zeigt in der ersten farbigen Darstellung 1330 rote Hirschstangen.[1]
Das Wappen der Württemberger zeigt erstmal 1228 drei schwarze Hirschstangen. Dieses Wappen wurde Ende des 12. Jahrhunderts von den Grafen von Veringen übernommen, als Graf Hartmann die Erbtochter der Grafen von Veringen heiratete.[2]
Das Wappen der Grafen von Grüningen-Landau ist identisch mit dem Württemberger Wappen. Dieses Wappen kam von den Grafen von Veringen über die Grafen von Württemberg an die Grafen von Grüningen-Landau. Erstmals wurde es als Siegel auf einer von Graf Konrad (III.) von Grüningen im Jahre 1228 ausgestellten Urkunde gefunden.[3]
1216 gründete Graf Mangold von Veringen durch die Heirat mit der Nellenburger Erbtochter die 3. Linie der Nellenburger und übernahm deren Namen. Seit dieser Zeit führen die Nellenburger drei blaue Hirschstangen in ihrem Wappen.[4]

## Bezüge zum veringischen Wappen
| Wappen | Erläuterungen |
| ------ | --- |
|        | Benzingen Benzingen kam Ende des 13. Jahrhunderts in den Besitz der Grafen von Veringen. Von dieser Zeit zeugen die drei liegenden roten Hirschstangen auf goldenem Grund. |
|        | Beuren (Isny) Nach wechselnden teilweisen Zugehörigkeiten zu Kloster und Reichsstadt Isny und zur Herrschaft Trauchburg kam es nach dem Bauernkrieg in den Einflussbereich der Herrschaft Waldburg-Zeil. |
|        | Billafingen Billafingen gehörte ursprünglich bis zum Jahre 1291 zur Grafschaft Veringen, bevor es an die Habsburger verkauft und damit vorderösterreichisch wurde. Heute gehört Billafingen zur Gemeinde Langenenslingen. |
|        | Christazhofen Die rote Hirschstange in Gold ist dem Wappen der Grafen von Veringen entnommen, die die ältesten bekannten Besitzer der Herrschaft Trauchburg sind, zu der auch Christazhofen gehörte. In der unteren Schildhälfte erscheint das Wappen der Herren von Neideck, deren Stammsitz auf der Gemarkung Christazhofen liegt. |
|        | Gammertingen Das Wappen zeigt den Löwen des Grafen von Gammertingen, der die Stadt im 12. Jahrhundert gründete. Gammertingen erhielt 1265 das Stadtrecht, das zu dieser Zeit im Besitz des Grafen von Veringen war. Die Hirschstange entstammt dem Wappen der Grafen von Veringen. Diese Kombination ist das erste Mal auf einem Siegel der Stadt aus dem späten 14. Jahrhundert zu sehen. Die Farben sind seit dem Jahre 1535 bekannt. Das Wappen wurde 1952 festgelegt. |
|        | Pfronstetten-Geisingen |
|        | Harthausen auf der Scher Harthausen auf der Scheer hat keine historischen Siegel oder Wappen. Daher hat das Staatsarchiv in Sigmaringen 1947 dieses Wappen entworfen. Das Hauptelement symbolisiert scharfkantige Felszacken (Scheer). Die Farben entsprechen dem Wappen der Grafen von Veringen, den ältesten bekannten Eigentümern im 13. und 14. Jahrhundert. Das Wappen wurde am 28. Januar 1949 offiziell festgelegt. 1975 wurde Harthausen zur Gemeinde Winterlingen eingemeindet. |
|        | Hettingen Hettingen wurde als Stadt erstmals 1407 erwähnt und das älteste Siegel stammt aus derselben Zeit. Das Siegel zeigt bereits dieses Wappen. Es zeigt den Löwen der Grafen von Gammertingen, die die Stadt im 12. Jahrhundert gründeten. Später wurde Hettingen eine Besitzung der Grafen von Veringen, von deren Wappen die Hirschstange stammt. Die erste farbige Abbildung ist aus dem Jahre 1535 bekannt, aber die Farben haben seither mehrmals gewechselt. Die gegenwärtigen Farben wurden seit der Mitte des 19. Jahrhunderts benutzt und sind offiziell 1952 festgelegt worden. Bei der Gemeindezusammenlegung mit Inneringen am 6. Oktober 1977 wurde ein neues Wappen festgelegt. Das neue Wappen verbindet den Löwen des alten Wappens mit den Ringen aus dem alten Wappen von Inneringen. |
|        | Huldstetten |
|        | Langenenslingen In geteiltem Schild oben in Rot auf grünem Dreiberg drei goldene Rehfüße, unten in Gold drei rote Hirschstangen übereinander. Das Wappenschild in der oberen Schildhälfte entspricht dem Siegel des Heinrich von Enslingen aus dem Jahre 1341. Die drei roten Hirschstangen in Gold beziehen sich als Wappen der Grafen von Veringen auf die Zugehörigkeit des Ortes zur Grafschaft Veringen im 14. Jahrhundert. |
|        | Neutrauchburg Neutrauchburg war in sehr früher Zeit im Besitz der Grafen von Veringen. Im Jahre 1096 schenkt Irmingard von Veringen ihrem Sohn Manegold den Ort Mechinsowe (das spätere Neutrauchburg). |
|        | Riedetsweiler Riedetsweiler ist ein Teilort der Gemeinde Wald und liegt etwa fünf Kilometer westlich von Pfullendorf. Die drei roten Hirschstangen in goldenem Feld weisen auf die Grafen von Veringen, die im 13. Jahrhundert in Riedetsweiler Besitz hatten. |
|        | Die Hirschstange im Wappen von Trochtelfingen verweisen an Veringen und Württemberg. |
|        | Veringendorf Das Gemeindewappen von Veringendorf entsprach genau dem Wappen der Grafen von Veringen. Es geht auf einen Vorschlag des Staatsarchivs Sigmaringen aus dem Jahre 1947 zurück. Die Verleihung erfolgte am 15. Februar 1949 durch das Innenministerium Württemberg-Hohenzollern. Es hatte Bestand bis zur Kreisreform 1977. |
|        | Veringenstadt Das aktuelle Wappen wurde offiziell 1947 bewilligt. Veringen erhielt 1285 Stadtrechte. Bereits 1320 wird der Löwe und die Hirschstange als Stadtwappen verwendet. Der Löwe entstammt dem Habsburger Wappen. Die Hirschstange ist, abgeleitet vom Wappen der Grafen von Veringen. |
|        | Wilsingen-Trochtelfingen |
|        | Wenigzell Steiermark Das Wappen wurde am 29. Juni 1982 bewilligt. Das Perlenband ist eine Referenz an die Heilige Margret, Schutzpatronin der Wenigzeller Kirche. Der Klauenflügel ist dem Wappen des Klosters Vorau entnommen. Die Hirschstange stammen aus dem Wappen von Graf Wolfrad von Treffen (12. Jahrhundert). Er gehörte zur Familie Veringen–Isny (12. Jahrhundert), welche die ersten Siedler nach Wenigzell gebracht hatte. |